# Конашенко, Степан Николаевич
Степан Николаевич Конашенко (1909—1943) — старшина Рабоче-крестьянской Красной Армии, участник Великой Отечественной войны, Герой Советского Союза (1944).

## Биография
Степан Конашенко родился в 1909 году в деревне Узницы (ныне — Полоцкий район Витебской области Белоруссии). После окончания начальной школы работал счетоводом. В 1942 году Конашенко был призван на службу в Рабоче-крестьянскую Красную Армию. С декабря того же года — на фронтах Великой Отечественной войны. К сентябрю 1943 года старшина Степан Конашенко был старшиной стрелковой роты 737-го стрелкового полка 206-й стрелковой дивизии 47-й армии Воронежского фронта. Отличился во время битвы за Днепр.
24 сентября 1943 года Конашенко, находясь в составе разведгруппы, переправился через Днепр в районе села Пекари Каневского района Черкасской области Украинской ССР и принял активное участие в боях с немецкими войсками на западном берегу. В тех боях радиостанция группы была уничтожена, и тогда Конашенко добровольно вызвался переплыть через Днепр и доставить полученные разведданные командиру полка. Во время переправы он был убит выстрелом немецкого снайпера. Похоронен в районе села Пекари.
Указом Президиума Верховного Совета СССР от 3 июня 1944 года за «мужество, отвагу и героизм, проявленные в борьбе с немецкими захватчиками» старшина Степан Конашенко посмертно был удостоен высокого звания Героя Советского Союза. Также посмертно был награждён орденом Ленина.